# جورج هاو
جورج هاو (بالإنجليزية: George Howe)‏ (10 يناير 1924 في المملكة المتحدة - 10 نوفمبر 1971) هو لاعب كرة قدم بريطاني (وحمل سابقاً جنسية المملكة المتحدة لبريطانيا العظمى وأيرلندا) في مركز الدفاع. لعب مع نادي يورك سيتي وهدرسفيلد تاون.